# .vc
.vcは国別コードトップレベルドメイン（ccTLD）の一つで、セントビンセント・グレナディーンに割り当てられている。
登録に制限はなく、全く関係のないサイトでも登録できるため、"Venture Capital", "Ventura County", "Veterinarian Clinic", "Viet Cong"等の意味として、これらのサイトが登録されることもある。